# Lockheed SR-71 Blackbird
SR-71 Blackbird, inofficiellt känt som Blackbird eller Habu (efter den japanska huggormen), är ett amerikanskt spaningsflygplan med lång räckvidd och mycket hög hastighet (över Mach 3) som var i tjänst mellan 1964 och 1998.

## Historik
Flygplanet utvecklades från flygplanen Lockheed YF-12A och A-12 av Lockheed Skunk Works (som även utvecklade U-2). SR-71 flög mellan 1964 och 1998. Av de 32 plan som byggdes förolyckades 12, inget av dem i strid. SR-71 är också en av världens snabbaste jetplan med en maxhastighet på Mach 2,8 (det vill säga 2,8 gånger ljudets hastighet, motsvarande 3540 km/h).
Vid så höga hastigheter orsakar friktionen från luftmotståndet temperaturer på planets ytskikt på över 260 °C. Många ovanliga konstruktionslösningar krävdes för att klara dessa höga temperaturer. Till exempel har titan använts som konstruktionsmaterial i stora delar av planet istället för aluminium och förarkabinen har ett kraftfullt kylsystem som har planets bränsle som värmesänka. För att hantera längdutvidgning vid dessa höga temperaturer var flera detaljer konstruerade med stora toleranser eller "glapp" som slöts vid drift. Detta innebar bland annat att planet efter tankning men före start hade synliga bränsleläckage, som upphörde när planets fart och temperatur ökade.
Under nära 25 år använde 9th SRW (Strategic Reconnaissance Wing) i USA:s flygvapen Lockheed SR-71 Blackbird på hemliga uppdrag över hela världen. Under hela denna tid har planet varit världens mest högtflygande och snabbaste jetdrivna flygplan. Inget plan av denna typ har blivit nedskjutet, trots hundratals uppdrag över länder som inte godkänt överflygningarna – till exempel Kina, Kuba, Egypten, Nicaragua och Nordkorea. Flygningar över Sovjetunionen har i teorin varit förbjudna enligt president Eisenhowers utfästelse 1960, sedan Gary Powers Lockheed U-2 hade blivit nedskjutet. Vid den tiden var utvecklingen av Lockheeds trio av Mach 3-plan (A-12, F-12 och SR-71) redan ett gott stycke på väg. A-12 flög för första gången 1962, YF-12 ett år senare och SR-71 lyfte för första gången 23 december 1964, när det offentliggjordes i ett TV-uttalande av president Johnson.
A-12, som planerades som direkt ersättare till U-2 för strategisk spaning, var en lättare, ensitsig föregångare till SR-71 och gjorde uppdrag under CIA:s kommando tills flottan av blackbirdplan blev fullt operationell 1968. A-12 hade en stor kamera bakom cockpit och var dessutom rikt utrustad med sensorer för signalspaning.

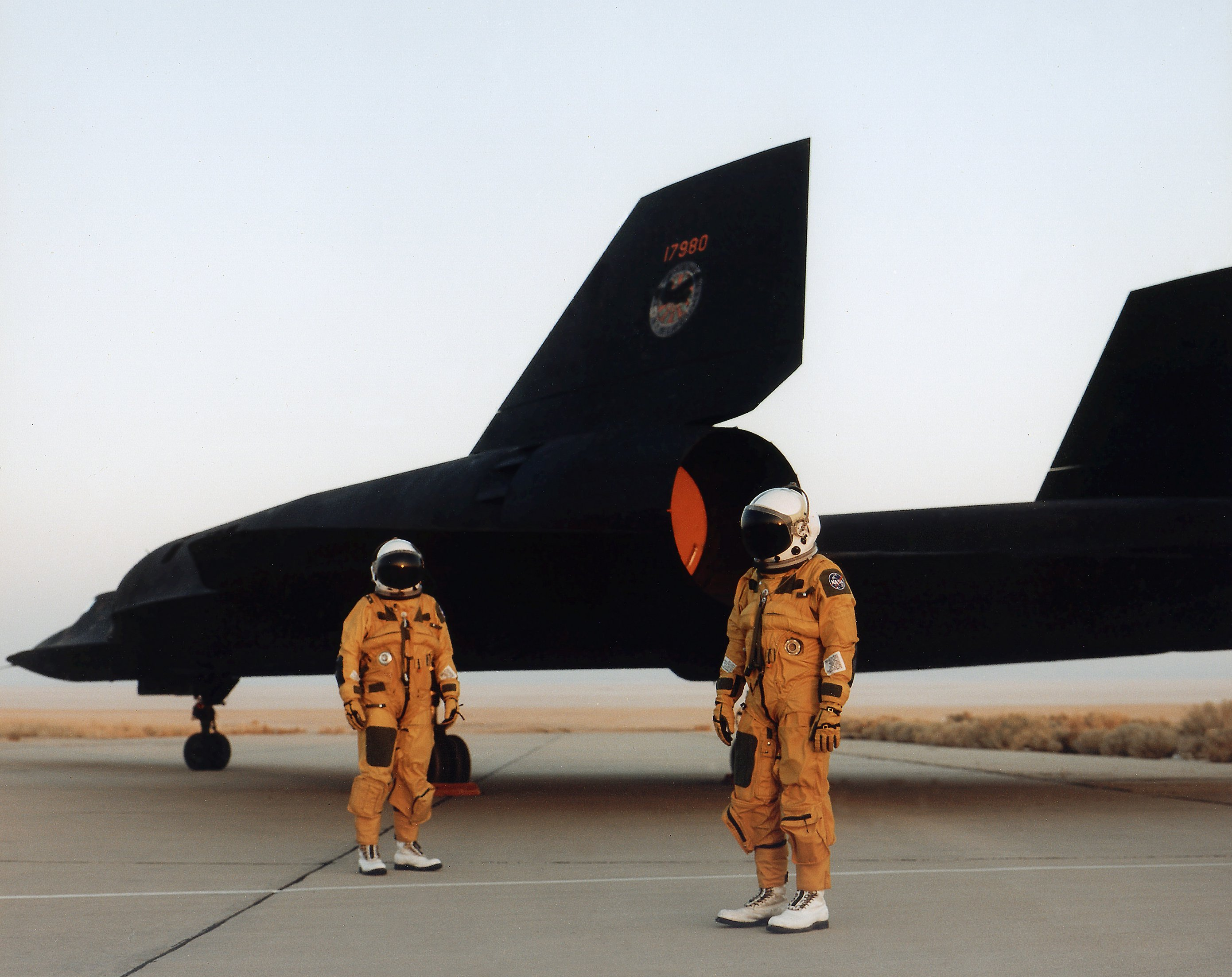
Två amerikanska piloter framför en SR-71 Blackbird.
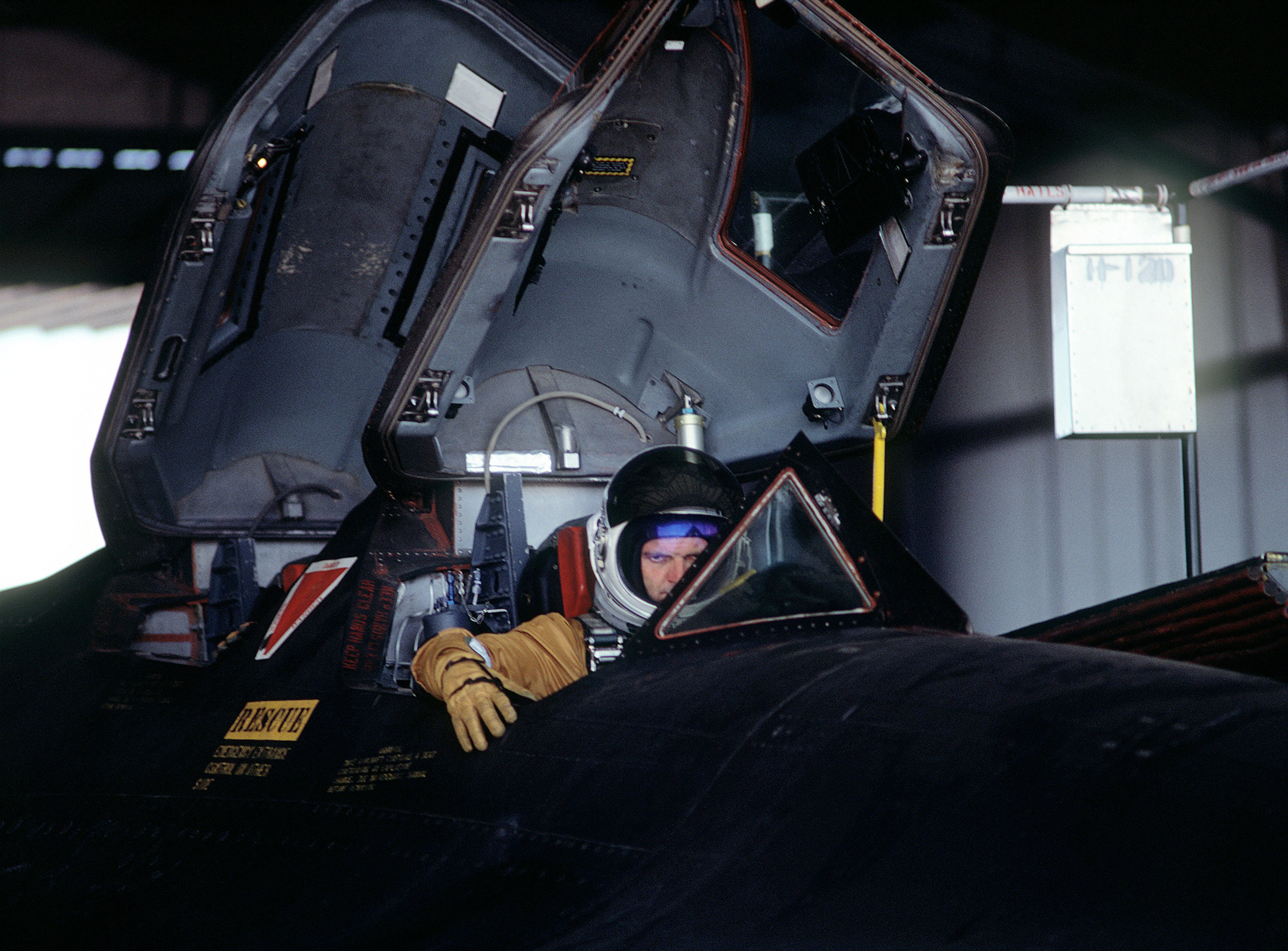
SR-71 Blackbird med piloter.

### Incident över Östersjön 1987
Den 29 juni 1987 var ett SR-71 på spaningsuppdrag runt Östersjön för att spionera på sovjetiska posteringar då den ena motorn plötsligt exploderade. Flygplanet som befann sig på 20 kilometers höjd tappade snabbt höjd, gjorde en 180° vändning åt vänster och girade in över Gotland för att söka sig mot Sveriges kust. Därmed kränktes svenskt luftrum, varpå två beväpnade JA 37 Viggen från F13, Bråvalla, som befann sig på en övning i höjd med Västervik beordrades dit. Uppdraget var att göra en incidentsberedskapskontroll och identifiera ett flygplan av högt intresse. Det konstaterades att planet var i uppenbar nöd och beslut togs att svenska flygvapnet skulle eskortera planet ut ur Östersjön. En andra omgång beväpnade JA 37 från F6, Karlsborg men baserade på F10 i Ängelholm för incidentberedskap avlöste den första och fullföljde eskorten till danskt luftrum. Händelsen hemligstämplades sedan i över 30 år, och när den hävdes framkom uppgifter från NSA att ett stort antal MiG-25 med order att skjuta ner SR-71 eller tvinga det att landa, hade startat direkt efter motorhaveriet. Ett Mig-25 plan hade låst en missil på den havererade SR-71, men då flygplanet befann sig under eskort avfyrades inga missiler. Med anledning av händelsen tilldelades den 29 november 2018 fyra inblandade svenska piloter medaljer från det amerikanska flygvapnet.